# Rispetto

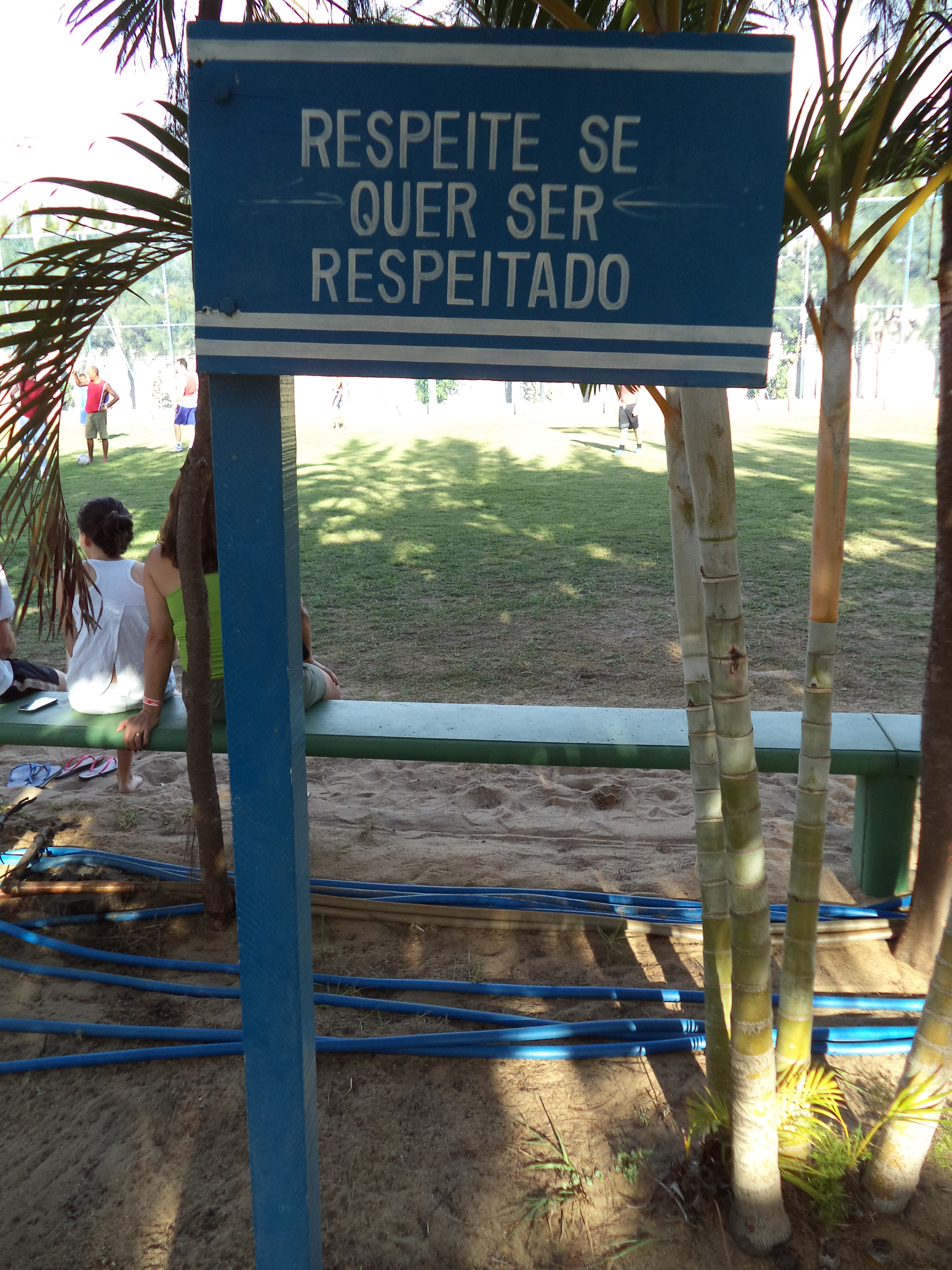
Sopra nella foto la famosa definizione di rispetto a São João dà Barra: Respeite se quer ser respeitado (in portoghese "Rispetta se vuoi essere rispettato")

Il rispetto è un sentimento o un comportamento positivo mostrato verso qualcuno o qualcosa che è considerato importante o tenuto in grande stima per particolari ragioni.
E' un'interazione alla base delle relazioni interpersonali, che può essere una forma di ammirazione o apprezzamento nei confronti di una persona o istituzione per specifiche qualità personali. È anche il modo con cui onorare qualcuno mostrando cura, affetto o considerazione per i suoi bisogni o sentimenti.
Il rispetto è uno dei requisiti più importanti della moralità, che implica un atteggiamento nei confronti delle persone in cui la dignità dell'individuo è praticamente riconosciuta (nelle azioni, nelle motivazioni appropriate, nonché nelle condizioni sociali della società).
Alcune persone possono guadagnarsi particolari forme di rispetto aiutando gli altri o svolgendo importanti ruoli sociali: in questo caso si parla di rispetto per il ruolo, dovuto quindi a prescindere dall'individuo e piuttosto per la sua semplice partecipazione ad una categoria di persone.
In molte culture, gli individui sono considerati degni di alcune forme di rispetto (o individuale, o del ruolo) finché non dimostrano con il loro comportamento o la loro condizione di non meritarlo più. Cortesie che mostrano rispetto possono includere semplici parole e frasi come "grazie" in Occidente o "namaste" nel subcontinente indiano, o semplici segni fisici come un leggero inchino, un sorriso, un contatto visivo diretto o una semplice stretta di mano; tuttavia, tali atti possono avere interpretazioni molto diverse, a seconda del contesto culturale.

## Etimologia
La parola "Rispetto" deriva dal verbo latino "respicere", letteralmente "guardare nuovamente" o "guardare indietro", coi significati successivi di osservare, riguardare, assistere, avere attenzione, aver cura, preoccuparsi di qualcosa o qualcuno.

## Tipologia
Molte forme di rispetto si basano nella relazione di reciprocità (rispetto mutuo, visita mutua, etc.); ciò nonostante, quando ci riferiamo al rispetto delle persone per oggetti, abitudini istituti sociali, ruoli o categorie di persone, si basa su altri concetti differenti dalla reciprocità (che viene usata solamente quando si parla di rispetto spontaneo tra singole persone).
Tradizionalmente si considera che le dimostrazioni di rispetto siano relazionate con problemi morali ed etici, anche se in alcuni casi sono correlate a problemi legali e culturali. Il termine rispetto appare in diverse discipline come la filosofia politica e altre scienze sociali come l'antropologia, la sociologia e la psicologia.
Autori moderni affermano che il rispetto nelle relazioni interpersonali cominci nell'individuo, nel riconoscimento dello stesso come entità unica, che necessita e vuole comprendere l'altro (persona). Consiste in sapere valutare gli interessi e necessità di un altro individuo, per esempio in una riunione. Spesso autori moderni riguardano al rispetto per l'umano come quella forma di attenzione che si deve a chiunque, per la sua sola condizione umana, a prescindere da particolari meriti, e preferiscono utilizzare altri termini per indicare ulteriori e più forti sentimenti positivi (di stima, considerazione, attenzione) che possano provarsi solo per qualcuno.
Particolari forme di rispetto per alcuni oggetti, o categorie di persone o per particolari persone in funzione del loro ruolo sono spesso imposte da norme legali o culturali, a prescindere dalle peculiarità individuali ed in ragione dei compiti dei servizi moralmente e socialmente rilevanti che le persone svolgono (rispetto per i genitori, rispetto per gli insegnanti, rispetto per i medici, rispetto per i soldati, rispetto per il re od il capo di stato, etc.), o della loro particolare vulnerabilità (rispetto per gli anziani, per i disabili), od in ragione dei sentimenti che la cosa o l'entità può indurre generalmente in altri individui (rispetto per gli animali, per gli oggetti d'arte), o dell'importanza e valore che la cosa ha per la società (rispetto delle cose pubbliche, rispetto dell'ambiente) o della funzione morale e religiosa che l'oggetto o la persona hanno per altre persone (rispetto per i ministri religiosi, rispetto per le effigi sacre, etc.).

## Principio di rispetto o autonomia delle persone
Questo principio si basa su due teorie etico-morali che affermano testualmente:
1. Il rispetto per l'autonomia dell'individuo, che si basa essenzialmente sul rispetto della capacità che hanno le persone per la propria autodeterminazione in relazione alle determinate opzioni individuali di cui dispongono.
2. Protezione degli individui con diminuzione della propria autonomia nella quale si solleva e esige che tutte le persone vulnerabili o dipendenti risultino debitamente protette contro qualsiasi intenzione di danno o abuso da altre parti.

Questo principio di autonomia servì come base della bioetica dagli aspetti sociopolitici, legali e morali anche se non per garantire il rispetto delle persone nelle transazioni mediche.

## Il rispetto come virtù morale
Il rispetto può anche considerarsi come punto medio tra due estremi visti per eccesso o per difetto:
1. Estremo "Per difetto": la paura, tanto per persone come per oggetti o situazioni che affronta l'individuo, portandolo a situazioni di impossibilità a realizzare determinati progetti o mete. Questo è il caso dei complessi di inferiorità.
2. Estremo "Per eccesso": l'abusare dei limiti per un corretto ordine e tratto delle persone o situazioni di ogni individuo, quello che porta a conflitti con l'altra persona, come anche l'imposizione di limiti e/o norme a fine di superare la crisi dell'abuso e ristabilire l'ordine dei diritti di ogni individuo.

## Teoria del Riconoscimento
Nel campo della filosofia sociale e pratica, Axel Honneth sta attualmente collaborando con il progetto di rivitalizzare la teoria critica tramite una Teoria del riconoscimento, il cui primo schizzo è stato delineato nella sua opera La lotta per il riconoscimento (edizione originale tedesca del 1992). Il lavoro di Honneth consiste nell'articolare la dimensione descrittiva di una teoria del riconoscimento con la descrizione prescrittiva di una teoria morale.
A tal fine, si appoggia sulla premessa antropologica secondo la quale «l'uomo solamente è uomo tra gli uomini» (Fichte), ossia che la relazione pratica con sé si costituisce in una relazione con l'altro. Il riconoscimento fu inizialmente trattato da Hegel nel suo libro Fenomenologia dello spirito, mentre il concetto relazionale è stato sviluppato in quello di democrazia deliberativa da Habermas.